# Marcelin Berthelot

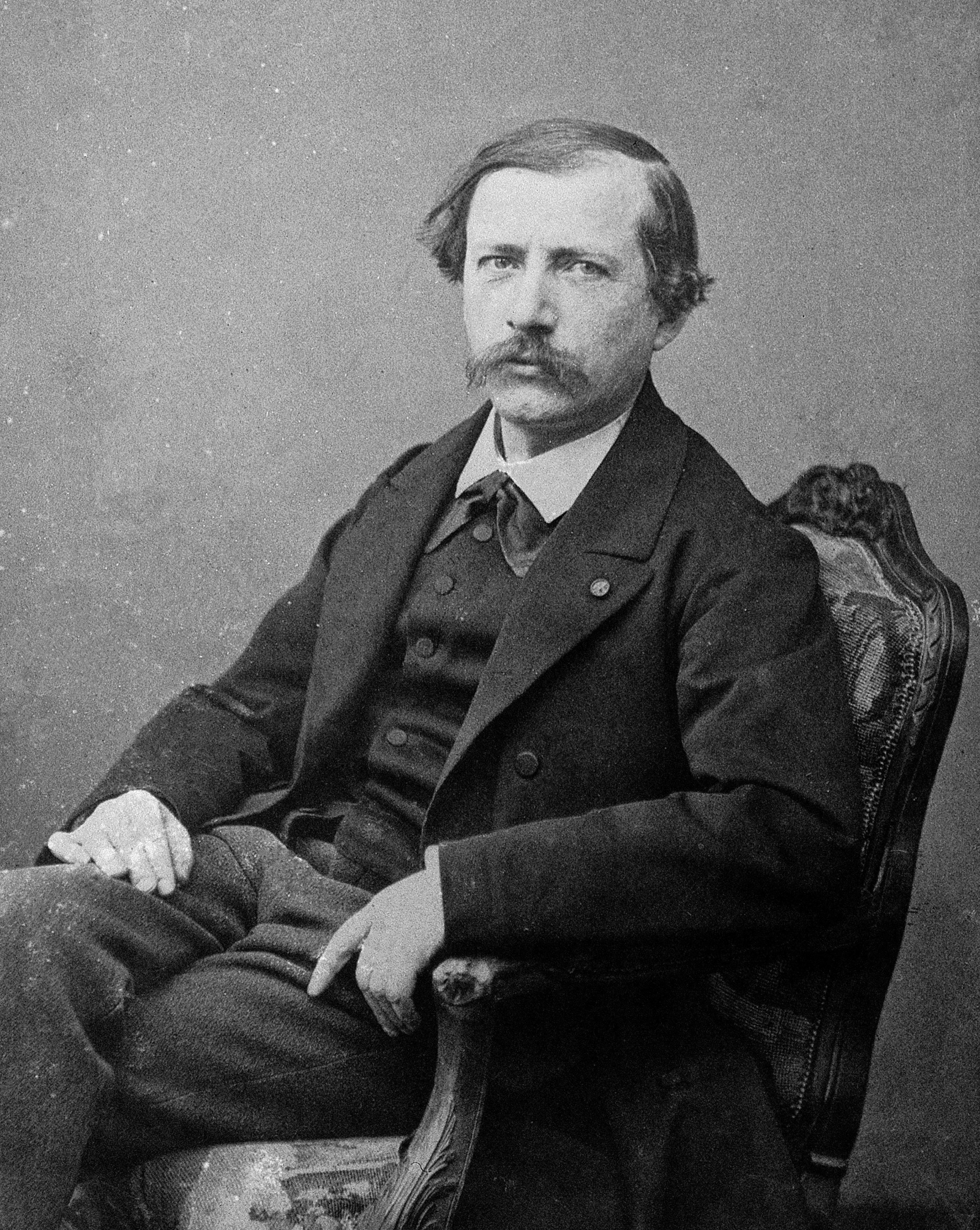
Marcelin Berthelot

Marcellin Pierre Eugène Berthelot, auch Marcelin Berthelot (* 25. Oktober 1827 in Paris; † 18. März 1907 ebenda), war ein französischer Chemiker, Wissenschaftshistoriker und Politiker. Er entdeckte eine noch heute angewandte Synthese der Ameisensäure aus Kohlenmonoxid.

## Leben und Wirken
Marcelin P. E. Berthelot war ein Sohn von Jacques-Martin Berthelot und seiner Ehefrau Ernestine Sophie Claudine Biard. Er war das zweite von drei Kindern, das erste Kind starb als Säugling. Der Vater stammte aus einer Familie von Eisen- und Hufschmieden und studierte ab 1822 in Paris Medizin. Das Viertel um das Pariser Rathaus, in dem Berthelot aufwuchs, war eine Hochburg der republikanischen Bewegung und der Vater behandelte die Verwundeten der Barrikadenkämpfe während der Julirevolution von 1830. Auch während der Cholera-Epidemie im Jahre 1832 war er als Arzt sehr engagiert und wurde zudem für seine Forschungen zu Cholera und Lungenkrankheiten bekannt.
Im Alter von elf Jahren wurde Marcelin Berthelot am Collège Henri IV in Paris aufgenommen. Als Schüler war er sehr an Geschichte und Philosophie interessiert, das Baccalauréat legte er 1846 zunächst mit geisteswissenschaftlichem Profil (ès lettres), zwei Jahre später aber zusätzlich in Naturwissenschaften ab. Er besuchte Kurse an der Pariser Fakultät für Medizin und der Fakultät für Naturwissenschaften und erhielt seinen Abschluss (Licence ès sciences) im Juli 1849.
Seit 1851 gehörte er als Assistent der Arbeitsgruppe seines ehemaligen Hochschullehrers Antoine Jerome Balard am Collège de France an, etwa um diese Zeit begann auch seine lebenslange Freundschaft mit Ernest Renan. Am 24. Juni 1854 legte er seine Doktorarbeit mit dem Thema Mémoire sur les combinaisons de la Glycerin avec les acides et sur la synthese des principes immédiats des graisses des animaux vor, in der er Forschungsergebnisse in Fortsetzung der Arbeiten von Michel Eugène Chevreul beschreibt. 1859 erhielt er eine Professur für organische Chemie an der École Supérieure de Pharmacie, aus der später die Pharmazeutische Fakultät zu Paris hervorging, und 1865 wurde für seine Forschungstätigkeit ein Lehrstuhl am Collège de France eingerichtet. Berthelot setzte sich für die Einrichtung einer forschungsorientierten Graduiertenhochschule ein, die 1868 in Gestalt der École pratique des hautes études (EPHE) erfolgte. An dieser übernahm er ab der Gründung den Lehrstuhl für organische Chemie, ab 1876 war er zudem Präsident der II. Sektion (Physik und Chemie) der EPHE.
Seit dem 10. Mai 1861 war er mit Sophie Niaudet (1837–1907) verheiratet. Beide hatten sechs Kinder: Marcel André (1862–1939), Marie-Hélène (1863–1895), Camille (1864–1928), Daniel (1865–1927), Philippe (1866–1934) und René (1872–1960).
1863 wurde er Mitglied der Académie nationale de Médecine, zehn Jahre später wurde er in die Académie des sciences, die Französische Akademie der Wissenschaften, aufgenommen und in 1889 Nachfolger von Louis Pasteur als deren ständiger Sekretär. 1880 wurde er von der American Academy of Arts and Sciences in Cambridge, Massachusetts, zu ihrem Mitglied gewählt, 1883 von der National Academy of Sciences in Washington, D.C. Seit 1877 war er auswärtiges Mitglied („Foreign Member“) der Royal Society und seit 1878 Präsident der Commission des Substances explosives. Seit 1869 war er auswärtiges Mitglied der Bayerischen Akademie der Wissenschaften. Die Königlich Dänische Akademie der Wissenschaften nahm ihn 1881 als auswärtiges Mitglied auf. 1889 wurde er zum Ehrenmitglied (Honorary Fellow) der Royal Society of Edinburgh sowie zum assoziierten Mitglied der Königlichen Akademie der Wissenschaften und Schönen Künste von Belgien gewählt. 1895 wurde er gewähltes Mitglied der American Philosophical Society.
1876 wurde er zum Generalinspekteur für Bildung ernannt und nach seiner Wahl auf einen nicht zeitlich befristeten Sitz im französischen Senat im Jahr 1881 engagierte er sich speziell in den die Wehrpflicht betreffenden Erziehungsfragen  Er stand den radikalen Republikanern nahe. In René Goblets Kabinett der Jahre 1886–1887 übernahm er das Amt des Bildungsministers  und vom 1. November 1895 bis 28. März 1896 war er französischer Außenminister im Kabinett von Léon Bourgeois. 
Ein Sohn von Sophie Niaudet und Marcelin Berthelot kam 1904 auf grausame Weise bei einem Eisenbahnunfall ums Leben. Seitdem hatte Berthelots Frau ein schweres Herzleiden.
Er hatte mehrmals beteuert, dass er seine kranke Frau Sophie Niaudet (1837–1907) nicht überleben wolle und starb nur wenige Minuten nach ihr. Die französische Regierung wollte Berthelot im Panthéon beisetzen, ihn allerdings auch angesichts der Sterbeumstände nicht von seiner Frau trennen, sodass beide dort ihre letzte Ruhe fanden.

## Naturwissenschaftliche Arbeiten
Seit 1860 beschäftigte sich Berthelot mit der Synthese organischer Verbindungen. Er stellte Ethanol aus Ethylen und Methanol aus Methan her. Später fand er eine Methode, um Ameisensäure aus Kohlenmonoxid herzustellen, ferner eine Synthese von Acetylen im Kohlelichtbogen bei Zusatz von Wasserstoff.
Seit 1869 wandte er sich der Thermochemie zu. Berthelot nahm an, dass die Reaktionstriebkraft einer Stoffumsetzung entscheidend von der dabei entstehenden Wärmemenge abhängig sei. Diese Feststellung wurde später durch Hermann Helmholtz verbessert. Berthelot führte eine Vielzahl von Messungen über Verbrennungswärmen chemischer Stoffe durch und ermittelte die Bildungswärmen (heutiger Fachbegriff: Bildungsenthalpie). Die Beschreibung chemischer Reaktionen als exotherm oder endotherm stammt von Berthelot.
Später untersucht er auch Explosivstoffe und Tiere mit thermochemischen Methoden. Außerdem befasste er sich mit Chemie- und Alchemiegeschichte.
Für seine wissenschaftlichen Verdienste wurde er am 17. August 1882 in den preußischen Orden pour le merite für Wissenschaft und Künste als ausländisches Mitglied aufgenommen.
Nach ihm benannt wurde eine Bauweise des Bombenkalorimeters. Im geschlossenen druckfesten Stahlgefäß wird eine Probe elektrisch erhitzt und verbrannt, die freiwerdende zu messende Verbrennungswärme (auch) von einem Wassermantel aufgenommen.

## Schriften (Auswahl)

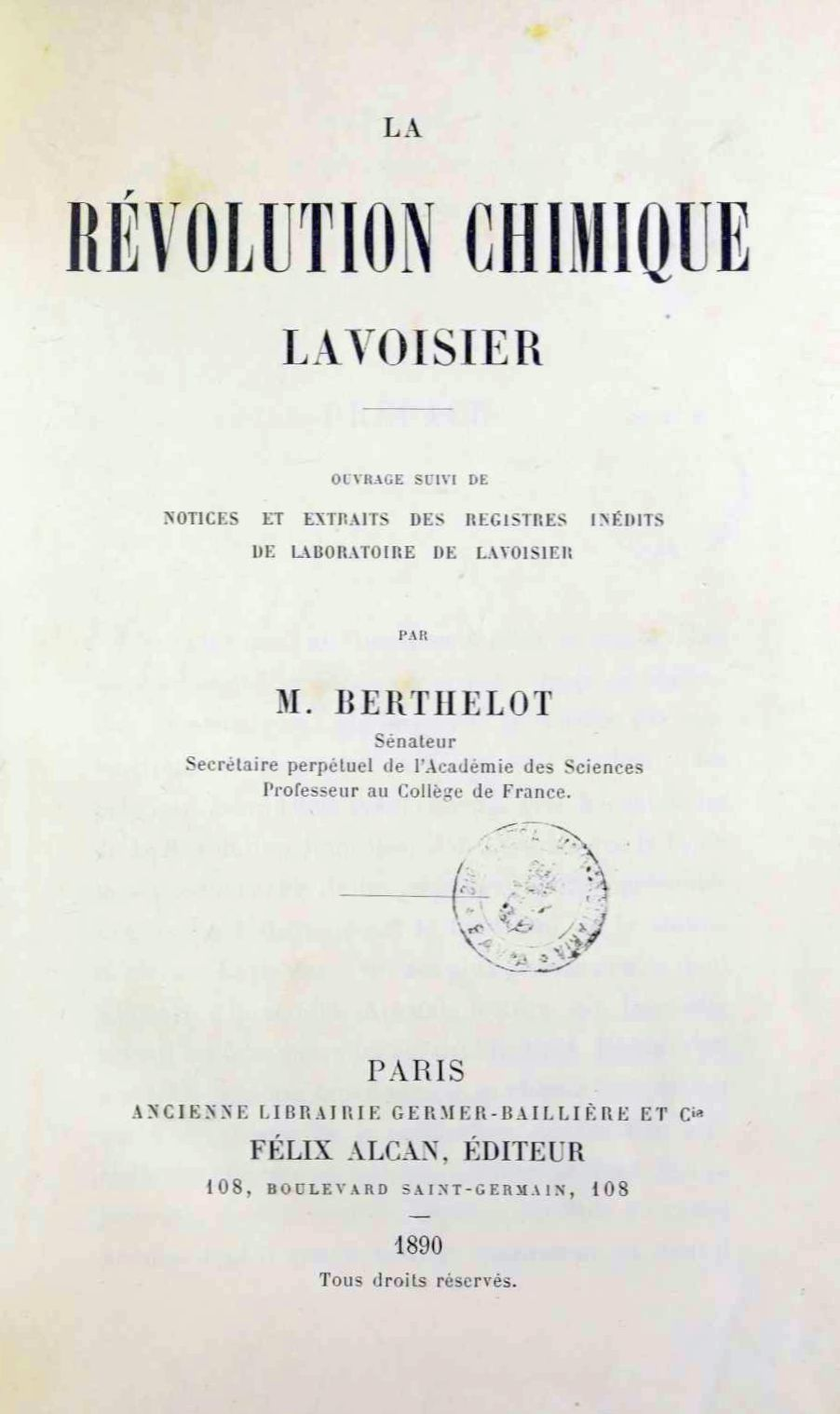
La Révolution chimique, 1890

- Untersuchungen über die Affinitäten, über Bildung und Zersetzung der Äther (= Ostwalds Klassiker der exakten Wissenschaften. Band 173). Engelmann, Leipzig 1910. Digitalisierte Ausgabe der Universitäts- und Landesbibliothek Düsseldorf
- La chimie au moyen age. 3 Bände. Imprimerie Nationale, Paris 1893, Band 1, Band 2, Band 3
  - Marcelin Berthelot: La chimie au moyen âge. Band 1. Imprimerie Nationale, Paris 1893, S. 343 (archive.org).
  - Marcelin Berthelot: La chimie au moyen âge. Band 2. Imprimerie Nationale, Paris 1893, S. 574 (archive.org).
  - Marcelin Berthelot: La chimie au moyen âge. Band 3. Imprimerie Nationale, Paris 1893, S. 482 (archive.org).
- Introduction à l’étude de la chimie des anciens et du Moyen Age. Steinheil, Paris 1889 (französisch, beic.it).
- La Révolution chimique. Felix Alcan, Paris 1890 (französisch, beic.it).
- mit C.-Em. Ruelle: Collection des ancien alchimistes grecq. 3 Bände. Steinheil, Paris 1887/88 (Text und Übersetzung)
- Les origines de l’alchimie. Steinheil, Paris 1885.
- Science et philosophie. Calmann-Levy, 1886.
- La synthèse chimique. 6. Auflage. Felix Alcan, 1887.
- Essai de mecanique chimique. Dunod, 1879.
- mit Émile Jungfleisch: Traité elementaire de chimie organique. 3. Auflage. 2 Bände, Dunod, 1886.
- Traité pratique de calorimétrie chimique. Gauthier-Villars, Masson 1893.
- Sur la force des matières explosives d’apres la thermochimie. 2 Bände. 3. Auflage. Gauthier-Villars, 1883.
- Lecons sur les methodes generales de synthèse au chimie organique. Gauthier-Villars (Vorlesungen College de France 1864).
- Lecons sur la thermochimie. Revues des cours scientifique, Germer-Baillière (gehalten 1865).
- Lecons sur les principes sucrés. Hachette (gehaltene vor der Pariser Chemischen Gesellschaft 1862).
- Lecons sur l’isomérie. Hachette (gehalten vor der Pariser Chemischen Gesellschaft 1863).

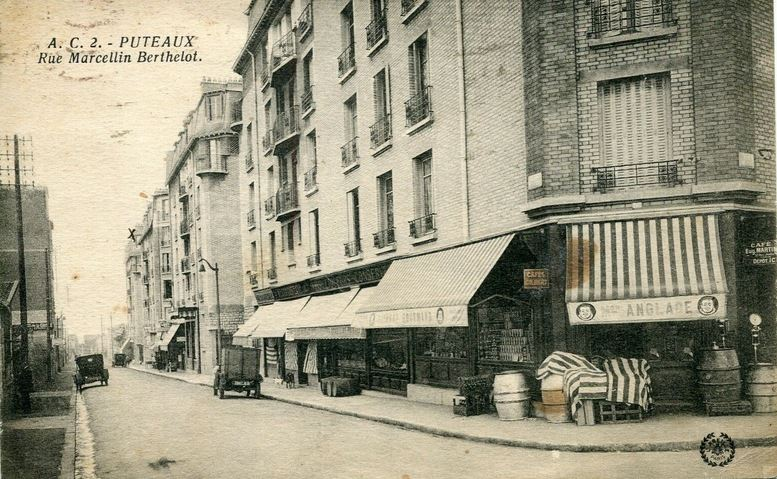
Rue Marcellin Berthelot in Puteaux